# Pillainus neculatus
Pillainus neculatus is een eenoogkreeftjessoort uit de familie van de Lernaeidae. De wetenschappelijke naam van de soort is voor het eerst geldig gepubliceerd in 1987 door Kumari, Gupta & Khera.